# Philip Stanhope, 2:e earl Stanhope
Philip Stanhope, 2:e earl Stanhope, född den 15 augusti 1714, död den 7 mars 1786, var en brittisk peer.
Stanhope, som var son till James Stanhope, 1:e earl Stanhope och Lucy Pitt, ärvde faderns titlar 1721. Han blev småningom Fellow of the Royal Society. Den 25 juli 1745 gifte han sig med Grizel Hamilton, sondotter till Thomas Hamilton, 6:e earl av Haddington. De fick två söner, bland dem arvtagaren Charles Stanhope, 3:e earl Stanhope.